# Monochamus shembaganurensis
Monochamus shembaganurensis är en skalbaggsart som beskrevs av Stefan von Breuning 1979. Monochamus shembaganurensis ingår i släktet Monochamus och familjen långhorningar. Inga underarter finns listade i Catalogue of Life.